# Wolber-Spidel
El equipo Wolber-Spidel, conocido también como Puch-Wolber o Système U, fue un equipo ciclista francés que compitió profesionalmente entre el 1981 y el 1984. Fue unos de los sucesores del Puch-Campagnolo-Sem. 
No se tiene que confundir con el posterior Système U, equipo ciclista de 1986 a 1989.

## Corredor mejor clasificado en las Grandes Vueltas
| Año  | Giro de Italia            | Tour de Francia          | Vuelta a España      |
| ---- | ------------------------- | ------------------------ | -------------------- |
| 1981 | -                         | 24.º Dominique Arnaud    | -                    |
| 1982 | -                         | 14.º Sven-Åke Nilsson    | 3.º Sven-Åke Nilsson |
| 1983 | 13.º Jean-René Bernaudeau | 6.º Jean-René Bernaudeau | -                    |
| 1984 | -                         | 37.º Marc Durant         | -                    |

## Principales resultados
- Gran Premio de Rennes: Jean Chassang (1981), Jean-François Rault (1982), Dominique Arnaud (1983)
- Milà-Sanremo : Marc Gomez (1982)
- Gran Premio del Midi Libre: Jean-René Bernaudeau (1983)
- Tour del Lemosín: Dominique Arnaud (1983)
- Critèrium del Dauphiné Libéré: Martín Ramírez (1984)

### En las grandes vueltas
- Vuelta a España
  - 1 participación (1982)
  - 3 victoria de etapa:
    - 3 a la 1982: Marc Gomez, Sven-Ake Nilsson, Dominique Arnaud

  - 0 victoria final:
  - 0 clasificaciones secundarias:

- Tour de Francia
  - 4 participaciones (1981, 1982, 1983, 1984)
  - 2 victoria de etapa:
    - 1 el 1982: Pierre-Raymond Villemiane
    - 1 el 1983: Philippe Leleu

  - 0 victoria final:
  - 0 clasificaciones secundarias:

- Giro de Italia
  - 1 participaciones (1983)
  - 0 victoria de etapa:
  - 0 victoria final:
  - 0 clasificaciones secundarias: